# Бегешка (присілок)
Беге́шка (рос. Бегешка) — присілок в Якшур-Бодьїнському районі Удмуртії, Росія.
Населення — 12 осіб (2010; 16 в 2002).
Національний склад (2002):
- удмурти — 62 %
- росіяни — 38 %